# Trichobius truncatus
Trichobius truncatus är en tvåvingeart som beskrevs av Kessel 1925. Trichobius truncatus ingår i släktet Trichobius och familjen lusflugor. Inga underarter finns listade i Catalogue of Life.